# Antti Munukka
Antti Munukka (Helsinki, 3 maart 1982) is een Fins voetbalscheidsrechter. Hij was in dienst van FIFA en UEFA tussen 2010 en 2023. Ook leidt hij wedstrijden in de Veikkausliiga.
Op 15 juli 2010 debuteerde Munukka in Europees verband tijdens een wedstrijd tussen Molde FK en FK Jelgava in de voorronde van de UEFA Europa League; het eindigde in 1–0 en de Finse leidsman gaf vier gele kaarten. Zijn eerste interland floot hij op 25 maart 2011, toen Estland met 2–0 won van Uruguay. Tijdens dit duel gaf Munukka alleen aan de Est Tarmo Kink een gele kaart.

## Interlands
| Datum             | Plaats             | Wedstrijd                 | Uitslag | Competitie             | Kreeg geel | Kreeg voor de tweede keer geel en dus rood | Weggestuurd |
| ----------------- | ------------------ | ------------------------- | ------- | ---------------------- | ---------- | ------------------------------------------ | ----------- |
| 25 maart 2011     | Tallinn, Estland   | Estland – Uruguay         | 2 – 0   | Vriendschappelijk      | 1          | 0                                          | 0           |
| 7 juni 2011       | Toftir, Faeröer    | Faeröer – Estland         | 2 – 0   | EK 2012 kwalificatie   | 4          | 2                                          | 0           |
| 11 september 2012 | Modena, Italië     | Italië – Malta            | 2 – 0   | WK 2014 kwalificatie   | 4          | 0                                          | 0           |
| 7 januari 2018    | Abu Dhabi, VAE     | Zweden – Estland          | 1 – 1   | Vriendschappelijk      | 0          | 0                                          | 0           |
| 11 januari 2018   | Abu Dhabi, VAE     | Zweden – Denemarken       | 1 – 0   | Vriendschappelijk      | 3          | 0                                          | 0           |
| 7 juni 2019       | Tbilisi, Georgië   | Georgië – Gibraltar       | 3 – 0   | EK 2020 kwalificatie   | 4          | 0                                          | 0           |
| 7 oktober 2020    | Tallinn, Estland   | Estland – Litouwen        | 1 – 3   | Vriendschappelijk      | 2          | 0                                          | 0           |
| 13 oktober 2020   | Tórshavn, Faeröer  | Faeröer – Andorra         | 2 – 0   | Nations League 2020/21 | 8          | 0                                          | 0           |
| 1 september 2021  | Basel, Zwitserland | Zwitserland – Griekenland | 2 – 1   | Vriendschappelijk      | 2          | 0                                          | 0           |
| 12 oktober 2023   | Solna, Zweden      | Zweden – Moldavië         | 3 – 1   | EK 2024 kwalificatie   | 7          | 1                                          | 0           |